# Kennett Ridge
Kennett Ridge är en bergstopp i Antarktis. Den ligger i Östantarktis. Australien gör anspråk på området. Toppen på Kennett Ridge är 1 531 meter över havet.
Terrängen runt Kennett Ridge är huvudsakligen kuperad, men västerut är den bergig. Trakten är obefolkad. Det finns inga samhällen i närheten. 